# Jochen Danneberg
Jochen Danneberg (* 9. April 1953 in Halberstadt) ist ein ehemaliger deutscher Skispringer und heutiger Skisprungtrainer.

## Werdegang
Danneberg, der bis 1969 für den SC Traktor Oberwiesenthal, ab 1969 für den ASK Vorwärts Brotterode und seit Mitte der 1970er Jahre für den ASK Vorwärts Oberhof startete, gewann 1976 und 1977 die Gesamtwertung der Vierschanzentournee. Pech hatte er 1977/78, als er nach dem Sieg in Garmisch-Partenkirchen in der Gesamtwertung in Führung gegangen war und am 3. Januar beim Training auf der Bergiselschanze schwer stürzte; ihm musste in der Innsbrucker Universitätsklinik ein Gipsverband angelegt werden, womit für ihn die Tournee vorbei war. Er wurde danach in eine Spezialklinik in Berlin (Ost) überstellt – seine Hoffnung auf die Teilnahme an den Weltmeisterschaften ging dann auch in Erfüllung.

Bei den Olympischen Spielen 1976 in Innsbruck gewann der für die DDR startende Danneberg hinter Hans-Georg Aschenbach die Silbermedaille von der Normalschanze. Seine größte Weite erzielte er bei der Skiflugweltmeisterschaft 1973 in Oberstdorf mit 166 Metern, konnte den Flug aber nicht stehen.
1976 und 1979 wurde Danneberg DDR-Meister auf der Normalschanze, 1974 Dritter. Auf der Großschanze wurde Danneberg zweimal Vizemeister in den Jahren 1976 und 1978.
Von 1995 bis 2007 war er, mit kurzen Unterbrechungen, Trainer der südkoreanischen Skisprung-Nationalmannschaft. Nach Beendigung seines Engagements in Korea wechselte Danneberg 2007 in die USA, wo nach den Karriereenden von Alan Alborn und Clint Jones keine Herren-A-Nationalmannschaft mehr existierte. Danneberg sollte dort im Auftrag der neu gegründeten, vom US-Skiverband unabhängigen Organisation Ski Jumping Development USA eine neue Mannschaftsgeneration ausbilden und an die erweiterte Weltspitze heranführen. 2010 verließ er jedoch die USA und wurde Trainer der Niederlande. Ein Jahr später wechselte er als Damen-Cheftrainer nach China. Ende Mai 2013 wurde er dort überraschend entlassen.

## Erfolge

### Weltcupsiege im Einzel
| Nr. | Datum             | Ort        | Typ         |
| --- | ----------------- | ---------- | ----------- |
| 1.  | 30. Dezember 1979 | Oberstdorf | Großschanze |

## Statistik

### Weltcup-Platzierungen
| Saison  | Platz | Punkte |
| ------- | ----- | ------ |
| 1979/80 | 33.   | 27     |